# 1822 w muzyce
Wydarzenia muzyczne w 1822 roku.

## Wydarzenia
- 2 stycznia – w Żytawie odbyła się premiera opery Der Kiffhäuser Berg Heinricha Marschnera[1][2]
- 28 stycznia – w rzymskim Teatro Argentina miała miejsce premiera opery Zoraida di Granata Gaetana Donizettiego[1][2]
- 11 lutego – w wiedeńskiej Theresianum miała miejsce premiera kantaty „Am Geburtstage des Kaisers” Op.posth.157 – D 748 Franza Schuberta[1][2]

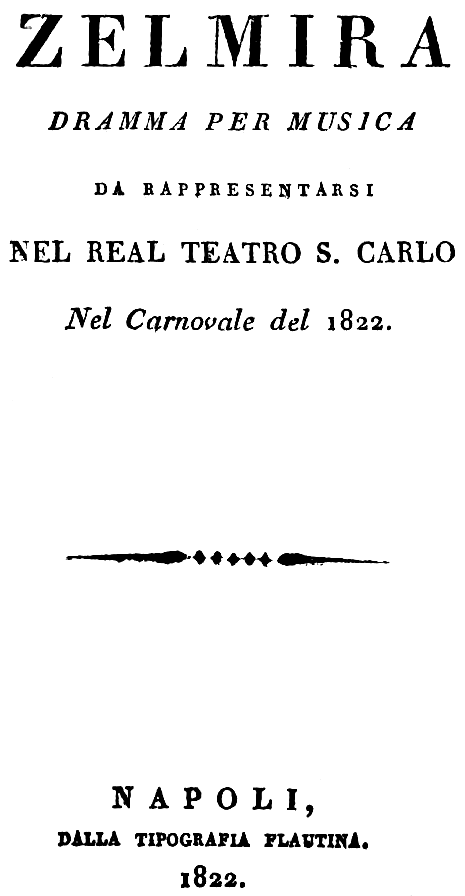
Strona tytułowa libretta do opery Zelmira Gioacchina Rossiniego

- 16 lutego – w neapolitańskim Teatro San Carlo miała miejsce premiera opery Zelmira Gioacchina Rossiniego[1][2]
- 3 marca – w wiedeńskiej Redoutensaal miała miejsce premiera „Geist der Liebe” Op.11 No.3 – D 747 Franza Schuberta[1][2]
- 12 marca – w mediolańskiej La Scali miała miejsce premiera opery L'esule di Granata Giacoma Meyerbeera[1][2]
- 17 kwietnia – w wiedeńskim Theater am Kärntnertor miała miejsce premiera „Frühlingsgesang” Op.16 No.1 – D 740 Franza Schuberta[1][2]
- 12 maja – w neapolitańskim Teatro Nuovo miała miejsce premiera opery Cyganka Gaetana Donizettiego[1][2]
- 27 maja – w berlińskim Staatsoper Unter den Linden miała miejsce premiera baletu Nurmahal, oder das Rosenfest von Caschmir Gaspara Spontiniego[1][2]
- 29 czerwca – w neapolitańskim Teatro del Fondo miała miejsce premiera opery La lettera anonima Gaetana Donizettiego[1][2]
- 26 października – w mediolańskiej La Scali miała miejsce premiera opery Chiara e Serafina, o Il pirata Gaetana Donizettiego[1][2]
- 3 listopada – w Wiedniu odbyła się premiera „Gratulations-Menuett” WoO 3 Ludwiga van Beethovena[1][2]
- 24 listopada – w werońskiej Arenie miała miejsce premiera kantaty „La santa alleanza” Gioacchina Rossiniego[1][2]
- 28 listopada
  - w drezdeńskim Hoftheater miała miejsce premiera kantaty „Den Sachsensohn vermählet heute” J.289 Carla von Webera[1][2]
  - w paryskim Théâtre Feydeau miała miejsce premiera opery Valentine de Milan Étienne’a Méhula[1][2]
- 3 grudnia – w werońskim Teatro Filarmonico miała miejsce premiera kantaty „Il vero omaggio” Gioacchina Rossiniego[1][2]
- 23 grudnia – w Pressburgu (obecnie Bratysława) odbyła się premiera „Opferlied” Op. 121b Ludwiga van Beethovena[1][2]
- Powstaje pierwszy akordeon, prototyp Friedricha Buschmanna

## Urodzili się
- 8 stycznia – Alfredo Piatti, włoski wiolonczelista i kompozytor (zm. 1901)
- 26 lutego – Franz Strauss, niemiecki kompozytor, ojciec Richarda (zm. 1905)
- 7 marca – Victor Massé, francuski kompozytor (zm. 1884)
- 25 kwietnia – James Pierpont, amerykański autor tekstów piosenek, muzyk, kompozytor i organista; napisał znaną piosenkę „Jingle Bells” (zm. 1893)
- 13 maja – Jan Ludwik Quattrini, włoski dyrygent, flecista, śpiewak i pedagog (zm. 1893)
- 27 maja – Joachim Raff, niemiecki kompozytor i pedagog pochodzenia szwajcarskiego (zm. 1882)
- 17 czerwca
  - Enrico Delle Sedie, włoski śpiewak operowy (baryton) (zm. 1907)
  - Wilhelm Joseph von Wasielewski, niemiecki skrzypek, dyrygent i pedagog (zm. 1896)
- 16 lipca – Luigi Arditi, włoski skrzypek, kompozytor i dyrygent (zm. 1903)
- 7 sierpnia – Maria Kalergis, polska pianistka i mecenas sztuki, hrabianka (zm. 1874)
- 15 sierpnia – Wilhelm Rust, niemiecki kompozytor, wydawca, pianista, organista i pedagog (zm. 1892)
- 1 listopada – August Horislav Krčméry, słowacki duchowny ewangelicki, publicysta religijny, kompozytor pieśni religijnych i działacz kulturalno-oświatowy (zm. 1891)
- 3 grudnia – Korla Awgust Kocor, łużycki kompozytor i działacz narodowy, pedagog (zm. 1904)
- 10 grudnia – César Franck, belgijski kompozytor i organista (zm. 1890)
- 16 grudnia – Charles Edward Horsley, angielski kompozytor i organista (zm. 1876)

## Zmarli
- 2 lutego – Jean-Baptiste Davaux, francuski kompozytor (ur. 1742)
- 22 lub 29 marca – Johann Wilhelm Hässler, niemiecki kompozytor, organista i pianista (ur. 1747)
- 3 września – Antonina Campi, polska śpiewaczka operowa (mezzosopran) (ur. 1773)
- 25 czerwca – Ernst Theodor Amadeus Hoffmann, niemiecki poeta, pisarz epoki romantyzmu,  prawnik, kompozytor, krytyk muzyczny, rysownik i karykaturzysta (ur. 1776)
- 16 października – Eva Marie Veigel, niemiecka tancerka (ur. 1724)
- 18 listopada – Anton Teyber, austriacki kompozytor i organista (ur. 1756)

## Muzyka poważna
- 7 maja – w wiedeńskim „Zeitschrift für Kunst” opublikowano „Die Rose” D 745 Franza Schuberta[1][2]
- 8 maja – w wiedeńskim „Wiener Zeitung” opublikowano „Quintet for Piano and Strings” op.87 Johanna Nepomuka Hummla[1][2]
- 9 maja – w Wiedniu wydawnictwo Cappi & Diabelli publikuje cztery pieśni Op.8: „Der Jüngling auf dem Hügel”, „Sehnsucht”, „Erlafsee” oraz„Am Strome” Franza Schuberta[1][2]
- 30 lipca – w wiedeńskim „Zeitschrift für Kunst” opublikowano „Der Wachtelschlag” D 742 Franza Schuberta[1][2]
- 9 września – w wiedeńskim „Wiener Zeitung” opublikowano „Die Kunst des Fingersatzes...in einer Sammlung classischer Compositionen” Carla Czernego[1][2]
- 13 grudnia – w Wiedniu wydawnictwo Cappi & Diabelli publikuje pieśni Franza Schuberta, są to: „Drei Gesänge des Harfners”, „Der Schäfer und der Reiter”, „Lob der Tränen”, „Der Alpenjäger”, „Suleika and Geheimes”[1][2]

## Nagrody
- 22 grudnia – Ludwig van Beethoven zostaje wybrany honorowym członkiem Królewskiej Szwedzkiej Akademii Sztuk i Nauk w Sztokholmie[1][2]